# Isona y Conca Dellá
Isona y Conca Dellá (oficialmente Isona i Conca Dellà) es un municipio español de la provincia de Lérida, en la comunidad autónoma de Cataluña. Ubicado en la comarca del Pallars Jussá, cuenta con una población de 1046 habitantes (INE 2024). La sede del ayuntamiento se encuentra en la localidad de Isona.

## Historia
El municipio se creó en 1970, como resultado de la fusión de varios antiguos municipios del mismo valle: Benavent de Tremp, Conques, Figuerola de Orcau, Isona, Orcau y Sant Romá de Abella, que formaron el término municipal de Conca d'Alla. A su vez Isona había absorbido previamente los antiguos municipios de Covet y Montadó, Benavent de Tremp el de Biscarri y Orcau los de Bastús y Montesquiu.
Conca d'Alla cambió su nombre oficial en la década de 1980 por el de Isona i Conca Dellà.

## Blasonado

### Escudo
Escudo losanjado: de argén, 2 cañones de fuente de sable moviente de los flancos del escudo con 3 chorros de azur cada uno cayendo sobre un charco de agua de azur cargado de 8 rosas de oro puestas 4, 3 y 1 formando un triángulo. Por timbre una corona mural de villa. Fue aprobado el 21 de abril de 1983.
Las dos fuentes son la señal tradicional de la villa de Isona. Las ocho rosas de oro provienen de las armas de los Orcau, señores de varios pueblos del municipio.

### Bandera
Bandera apaisada de proporciones dos de alto por tres de largo, truncada por la mitad con 3 crestas; queda la parte superior blanca y la inferior azul, esta última con ocho flores amarillas dispuestas de arriba abajo en 3-2-3. Fue publicada en el DOGC el 14 de junio de 1991.

## Demografía
Cuenta con una población de 1046 habitantes (INE 2024).
| Gráfica de evolución demográfica de Isona i Conca Dellà entre 1970 y 2021 |
| |
| Población de derecho según los censos de población del INE Población de hecho según los censos de población del INEEn estos censos se denominaba Isona y Conca d'Alla: 1970 y 1981 Entre el censo de 1970 y el anterior, aparece este municipio porque se fusionan los municipios 25523 (Benevent de Tremp), 25533 (Conques), 25541 (Figuerola de Orcau), 25550 (Isona), 25560 (Orcau) y 25570 (Sant Romá de Abellá). |

El primer censo es de 1970, después de la unión de Benavent de Tremp, Conques, Figuerola de Orcau, Isona, Orcau y Sant Romá de Abella. Los datos anteriores son la suma de los antiguos municipios. Benavent de Tremp había incorporado en 1717 a Llordà, y en 1857 Biscarri. Isona había incorporado en 1515 a Sant Martí, y en 1857 a Covet y Puig de l'Anell.

### Núcleos de población
Isona y Conca Dellá está formado por 14 núcleos o entidades de población. 
| Entidad de población                     | Habitantes (2005) |
| ---------------------------------------- | ----------------- |
| Basturs                                  | 171               |
| Benavent de la Conca                     | 35                |
| Biscarri                                 | 58                |
| Conques                                  | 124               |
| Covet                                    | 5                 |
| Figuerola de Orcau (Figuerola d'Orcau)   | 204               |
| Gramenet                                 | 4                 |
| Isona                                    | 654               |
| Llordà                                   | 13                |
| Masos de Sant Martí, Els                 | 0                 |
| Montadó                                  | 6                 |
| Orcau                                    | 19                |
| Sant Romá de Abella (Sant Romà d'Abella) | 104               |
| Siall                                    | 8                 |
| Fuente: Municat                          |                   |

### Evolución demográfica
| 1428                       | 1139 | 1053 |
| (Fuente: [cita requerida]) |      |      |

- Gráfico demográfico de Isona i Conca Dellà entre 1717 y 2006

1981: población de hecho; 1990- : población de derecho

## Administración
| Periodo   | Nombre                        | Partido |
| --------- | ----------------------------- | ------- |
| 2003-2007 | Antoni Grasa Fàbrega          | CiU     |
| 2007-2011 | Antoni Grasa Fàbrega          | CiU     |
| 2011-2015 | Constantí Aranda Farrero      | CiU     |
| 2015-2019 | Constantí Aranda Farrero      | CiU     |
| 2019-2023 | María Rosa Amorós i Capdevila | ERC     |